# 산마리노의 국장

산마리노의 국장

산마리노의 국장은 산마리노를 상징하는 문장으로 국장의 원형은 14세기로 추정된다. 현재의 국장 디자인은 2011년에 수정된 디자인이다.
국장 가운데에는 티타노산에 위치한 3개의 봉우리에 서 있는 세 개의 하얀색 탑(산마리노의 세 개의 탑)이 그려져 있는 파란색 방패가 그려져 있으며 방패 위에는 왕관이 올려져 있다. 방패 왼쪽에는 참나무 가지가 장식되어 있고 방패 오른쪽에는 월계수 가지가 장식되어 있는 형태를 하고 있다.
왕관은 주권을 방패를 감싸고 있는 참나무 가지와 월계수 가지는 공화국의 안정과 자유를 지켜준다는 것을 의미한다. 국장의 아래쪽에 있는 리본에는 산마리노의 나라 표어인 "자유"("LIBERTAS")가 라틴어로 쓰여 있다.

2011년 이전까지 사용된 산마리노의 국장

## 같이 보기
- 산마리노의 국기